# Nykøbing FC
Nykøbing FC est un club danois de football basé à Nykøbing Falster.

## Historique
- 1994 : fondation du club par fusion du B 1901 Nykøbing Falster et du B 1921 Nykøbing Falster sous le nom de Nykøbing Falster Alliancen
- 2006 : le club est renommé Lolland-Falster Alliancen
- 2013 : le club est renommé Nykøbing FC